# بادخورک هوروس
بادخورک هوروس (نام علمی: Apus horus) نام یک گونه از سرده بادخورک‌ها است.